# Liceo Don Giuseppe Fogazzaro
Il Liceo "Don Giuseppe Fogazzaro" (già "Istituto Magistrale Don Giuseppe Fogazzaro") è un liceo socio-psicopedagogico e delle Scienze Sociali di Vicenza. Fondato nel 1862, ottiene la statalizzazione nel 1912. Con la Riforma Gentile del 1924 diventa "istituto magistrale". È intitolato a don Giuseppe Fogazzaro, sacerdote e pedagogista, zio dello scrittore e poeta Antonio.

## Storia
1859: la legge Casati istituisce un corso per la preparazione degli insegnanti (il candidato deve essere munito di una patente di idoneità e di un attestato di moralità).
1862: nasce a Vicenza la Scuola di Metodica e catechismo (quarta elementare), annessa all'Imperiale Regia Scuola Maggiore femminile che dà l'abilitazione all'insegnamento elementare e comprende lezioni di pedagogia, aritmetica, scienze e disegno.
1866: monsignor Fogazzaro viene chiamato a dirigere la Scuola Metodica.
1868: la scuola di Metodica diviene comunale.
1873: alla Scuola di Metodica viene aggiunto un corso superiore, che rilascia la patente all'insegnamento elementare di grado superiore, mentre con la sola classe quarta si consegue la patente di grado inferiore.
1879: la “Scuola Magistrale Comunale” diviene autonoma e adotta l'ordinamento, i programmi, gli orari delle scuole magistrali governative, con l'aggiunta, a partire dal 1880, di un corso preparatorio.
1884: la scuola che si disse allora Normale, passa dal comune alla provincia.
1886: la direzione viene affidata alla professoressa Carolina Maccagnini.
1894: la scuola Normale si trasferisce dalla sede di Palazzo San Giovanni in via San Apostoli, alla nuova sede di Palazzo Cordellina di Ottone Calderari in contrà Riale.
1898: la scuola Normale ottiene dal Ministero il pareggiamento con l'annessione di un giardino d'infanzia e cinque elementari per il tirocinio.
1902: il Consiglio provinciale, intitola la scuola a don Giuseppe Fogazzaro.
1912: la scuola diviene statale.
1923: in seguito alla riforma Gentile la Regia Scuola Normale si trasforma in Regio Istituto Magistrale con quattro anni di corso inferiore e tre anni di corso superiore.
1945-46: l'istituto Magistrale rimase con il solo corso superiore di quattro anni.

## Il Fogazzaro oggi
Il decreto del 15 marzo 1997 pone fine definitivamente all'ordinamento dell'istituto magistrale, sostituendolo con un corso di studi più adatto alle necessità dei tempi e più globale nei contenuti, che è attuato dall'anno scolastico 1997/98. Attualmente l'istituto si caratterizza per la presenza di quattro indirizzi: liceo linguistico, liceo delle scienze umane, liceo economico-sociale, liceo delle scienze applicate. Nell'anno scolastico 2009/10 l'istituto ha una popolazione di 1423 studenti, divisi in 53 classi, e di 118 docenti. Nel 2020 gli studenti passano a essere circa 1860.

## L'edificio
L'attuale sede, progettata nel 1932 e ultimata nel 1939, si trova in contrà Burci, in zona "Piarda Fanton", vale a dire un antico spiazzo adiacente alla villa dell'astronomo vicentino Fanton, residenza che venne pertanto "schiacciata" dall'edificio scolastico ma di cui si nota ancora oggi, sul retro del "Fogazzaro", la torretta dedicata alle osservazioni della volta celeste. L'edificio, dal tipico disegno "razionalista" di epoca fascista, è a pianta rettangolare e si sviluppa attorno a un cortile interno; è caratterizzato da un ampio atrio, portineria, aule normali e speciali, servizi, segreteria, presidenza, biblioteca e archivio. Un secondo corpo di fabbrica, posto in adiacenza, è destinato a palestra, dotata di locali accessori e servizi. Nel 2002 - 2004 è stato interessato da lavori di ristrutturazione e adeguamento alle normative vigenti.